# Ixora miquelii
Ixora miquelii är en måreväxtart som beskrevs av Cornelis Eliza Bertus Bremekamp. Ixora miquelii ingår i släktet Ixora och familjen måreväxter. Inga underarter finns listade i Catalogue of Life.